# Escut de Palau
L'escut de la República de Palau, més aviat un segell que no pas un escut heràldic, va ser creat l'any 1955 i oficialment acceptat l'any 1981, quan Palau es va separar de la Federació de Micronèsia.
El segell consta de diverses versions, la més estesa de les quals, de fons blanc i amb les inscripcions i motius en blau, mostra al centre la casa de reunions tradicional (bai), que descansa sobre una base feta de 16 pedres, tantes com estats componen aquesta república insular. Al davant hi oneja una bandera, en la qual es llegeix la inscripció en anglès Oficial seal ('Segell oficial').
Les inscripcions que envolten el segell són Olbiil Era Kelulau ('Casa de les Decisions Xiuxiuejades'), nom de l'òrgan legislatiu –el Congrés Nacional– en palauès, i Republic of Palau ('República de Palau'), en anglès.